# Settrington
Settrington est un village et une paroisse civile du Yorkshire du Nord. Il est situé dans l'est du comté, à environ 5 km à l'est de la ville de Malton. Au recensement de 2011, il comptait 316 habitants et au recensement de 2021, il comptait 309 habitants.